# Cornelia Öhlund
Cornelia Winter Öhlund, född 15 augusti 2005, är en svensk alpin skidåkare som representerar Åre SLK.
Hon tävlar i slalom och storslalom och tillhör det svenska landslaget.
I världscupen i slalom i Levi 2022 blev hon tjugotvåa i sin andra världscupstart någonsin. Den 14 januari 2023 i Pozza di Fassa tog hon sin första seger i europacupen, även det i slalom.
Vid junior-VM 2025 i Tarvisio tog Öhlund guld i slalom.